# Bugacia submontana
Bugacia submontana is een vliesvleugelig insect uit de familie Pteromalidae. De wetenschappelijke naam is voor het eerst geldig gepubliceerd in 1956 door Boucek.